# Грегорі Гейз
Грегорі Джеймс (Грег) Гейз (англ. Gregory James 'Greg' Hayes, Gregory J. Hayes, Greg Hayes; 19 листопада 1960) — американський бізнесмен, головний виконавчий директор (CEO) Raytheon Technologies, колишній голова правління та генеральний директор United Technologies (вересень 2016 — квітень 2020).

## Ранні роки
Гейз виріс у Вільямсвіллі, штат Нью-Йорк, у 1978 році закінчив середню школу «Вільямсвілл-Саут» (англ. Williamsville South High School). Протягом року вивчав юриспруденцію в Корнелльському університеті, в команді якого також грав в американський футбол, потім перейшов до Школи менеджменту Краннерта (англ. Krannert School of Management) в Університеті Пердью, де в 1982 році здобув ступінь бакалавра економіки. Пізніше отримав сертифікат фахівця в галузі фінансового обліку (сертифікованого аудитора, англ. Certified Public Accountant, CPA).

## Кар'єра
Після навчання працював у Sundstrand Corporation, яку в 1999 році придбала United Technologies. Гейз зробив кар'єру в керівництві компанії (голова фінансового офісу у 2008—2014), ставши у листопаді 2014 року генеральним директором. У вересні 2016 року обраний головою правління. У січні — серпні 2017 року працював в Американській виробничій раді (англ. American Manufacturing Council) президента Дональда Трампа.
У квітні 2020 року, після злиття компаній Raytheon та United Technologies, Гейз був призначений головним виконавчим директором нової корпорації Raytheon Technologies. Як голова правління та CEO компанії у 2021 році заробив 21,8 млн доларів (у 2020 — $19,4 млн).
У вересні 2022 року міністерство закордонних справ КНР повідомило, що Китай запровадив санкції проти Гейза і Теда Колберта, генерального директора Boeing Defense, Space & Security, у відповідь на продаж зброї Тайваню.
Гейз є членом лобістської організації «Діловий круглий стіл» (англ. Business Roundtable) та членом ради директорів корпорації Nucor.
25 жовтня 2022 року в інтерв'ю телеканалу CNBC повідомив, що Raytheon Technologies передала уряду США дві системи ППО NASAMS, які вже доставлені до України; буквально: «Ми передали два [комплекси] уряду [США] кілька тижнів тому. Уже сьогодні йде їхнє розгортання в Україні».